# Acianthera asaroides
Acianthera asaroides é uma espécie de orquídea (Orchidaceae) originária de Santa Catarina, Brasil. Pela analise do tipo, aparentemente a espécie descrita como A. asaroides é apenas mais um sinônimo da Acianthera bragae. Na dúvida seguimos as informações de Kew e vem aqui como espécie aceita. A especie de fotografia ao lado pode tanto ser a A. asaroides caso de fato seja uma espécie aceita, como uma nova espécie não descrita do Estado de São Paulo, onde habita Itaqueri da Serra a 600 metros de altitude. As flores são o dobro do tamanho da outra.

## Publicação e sinônimos
- Acianthera asaroides (Kraenzl.) Pridgeon & M.W.Chase, Lindleyana 16: 242 (2001).

Sinônimos homotípicos:
- Physosiphon asaroides Kraenzl., Orchis 2: 16 (1907).
- Phloeophila asaroides (Kraenzl.) Garay, Orquideologia 9: 117 (1974).
- Sarracenella asaroides (Kraenzl.) Luer, Selbyana 5: 288 (1981).
- Pleurothallis asaroides (Kraenzl.) Luer, Monogr. Syst. Bot. Missouri Bot. Gard. 20: 73 (1986).